# 犁骨
犁骨(Vomer)是一粗略的三角骨，形成鼻中隔的下半部份。
犁骨的下緣與中隔軟骨形成關節，而將鼻子分成左右鼻孔，它的上緣與篩骨的鉛直板形成關節。這些形成鼻中隔(Nasal Septum)的構造為中隔軟骨，筛骨垂直板及犁骨。如果犁骨偏移而推向一邊，則兩邊鼻腔的大小不相等。

## 其它图像

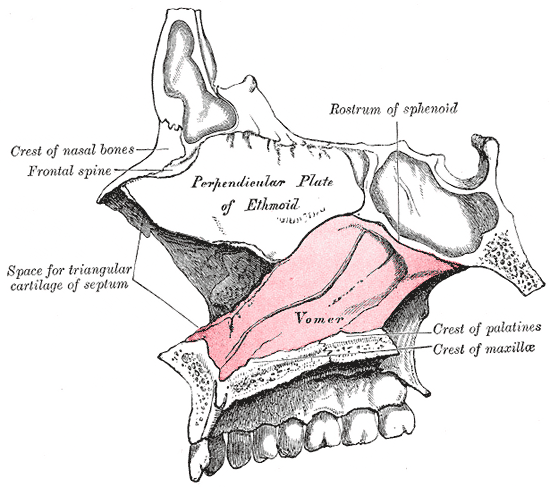
Median wall of left nasal cavity showing vomer in situ.
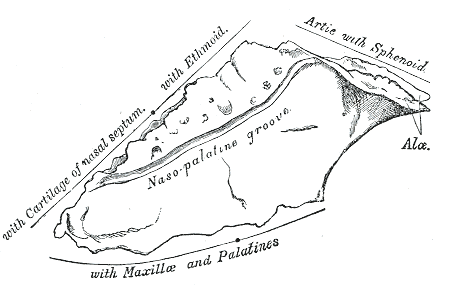
The vomer.
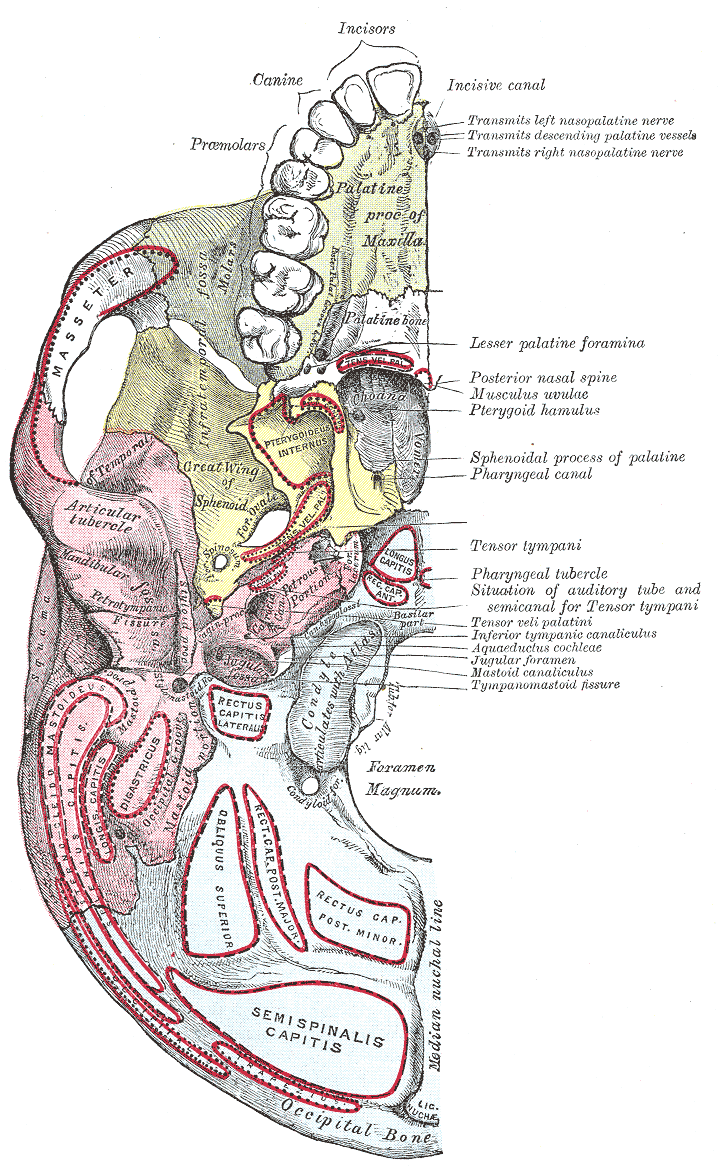
Base of skull. Inferior surface.
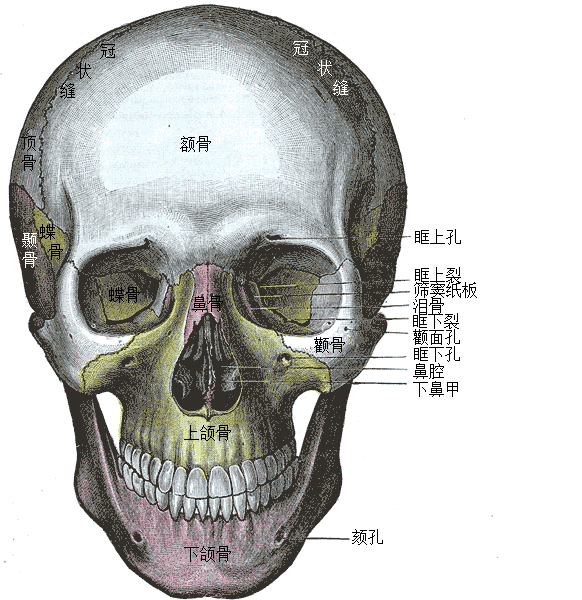
The skull from the front.
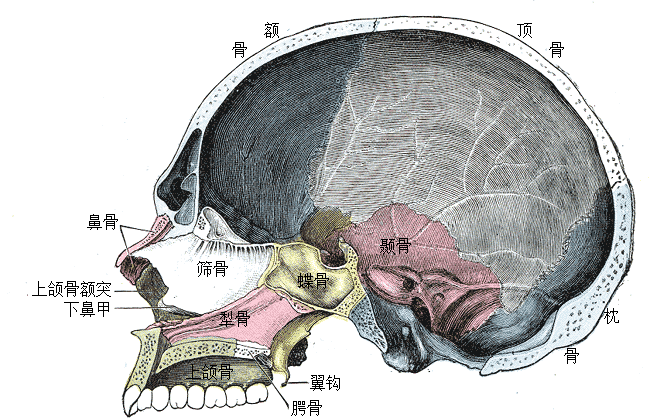
Sagittal section of skull.

## 外部連結
- 解剖學(Anatomy)-vomer(犁骨) （页面存档备份，存于）